# La Lune noire
Pour plus de détails, voir Fiche technique et Distribution.
La Lune noire (La luna negra) est un téléfilm d'épouvante espagnol réalisé par Imanol Uribe et diffusé en 1989. Il appartient à la série de téléfilms d'épouvante Sabbat diffusés en France en septembre 1992 sur France 3
Le téléfilm est inspiré du mythe hébraïque de la maléfique Lilith.
Il a reçu la médaille 1991 du Círculo de Escritores Cinematográficos.

## Synopsis
En l'espace de 48 heures, Eva conçoit un enfant, perd son mari et s'affronte à une femme énigmatique. Des années plus tard, elle en verra les conséquences.

## Fiche technique
- Titre français : La Lune noire[2]
- Titre original espagnol : La luna negra[3],[4]
- Réalisateur : Imanol Uribe
- Scénario : Imanol Uribe
- Photographie : Javier Aguirresarobe
- Montage : Teresa Font
- Musique : José Nieto
- Décors : Koldo Vallés
- Costumes : José María de Cossío
- Maquillage : Fernando Florido
- Production : Antonio Cardenal, Luis Pérez-Fontán
- Société de production : Origen Producciones Cinematograficas
- Pays de production :  Espagne
- Langue originale : espagnol
- Format : Couleur - 1,33:1 - Son stéréo - 35 mm
- Durée : 86 minutes
- Genre : Film d'épouvante
- Date de diffusion :
  - Espagne : 2 janvier 1989
  - France : 15 septembre 1992[2] sur France 3

## Distribution
- Lydia Bosch (es) : Eva
- José Coronado : Adrián
- Fernando Guillén : Oncle Manuel
- Mario Adorf : pare
- Patricia Figón : Luna
- Emma Suárez : Lola
- Yolanda Ríos : Raquel
- Amparo Muñoz : Lilith
- Fernando Sancho : Mariano
- Lola Cardona : Justa
- Óscar Ramos : José
- Evelyn Engleder : Andrea
- Antonio Canal : Metge
- Tony Isbert : Iván

## Production
Il a été tourné à La Granjilla à L'Escurial (Communauté de Madrid). Il appartient à une série de téléfilms intitulée Sabbat sur le thème du fantastique de plusieurs chaînes de télévision européennes.